# Earsdon Forest
Earsdon Forest var en civil parish 1866–1955 när det uppgick i Tritlington, nu i Tritlington and West Chevington civil parish, i grevskapet Northumberland i England. Civil parish var belägen 4 km från Ulgham och hade 20 invånare år 1951.